# Idjidiag
Idjidiag (en rus: Ыджыдъяг) és un poble de la República de Komi, a Rússia, segons el cens del 2010 tenia 240 habitants.